# Emilio Mitre Fernández
Emilio Mitre Fernández (Valladolid, 1941) es un historiador medievalista español. 

## Biografía
Estudió la carrera de Filosofía y Letras y posteriormente se doctoró en historia en la Universidad de Valladolid, donde además fue profesor adjunto. Fue catedrático de Geografía e Historia en el Instituto Calderón de la Barca de Madrid desde 1967 a 1975, al mismo tiempo que trabajaba de profesor adjunto en la Universidad Complutense de Madrid. En 1982 fue nombrado catedrático de Historia Medieval en la Universidad de Alcalá, antes de volver a la Complutense en 1986.
Es uno de los medievalistas españoles más destacados de la segunda mitad del siglo xx y autor de una obra científica muy extensa, que abarca diferentes líneas de trabajo y ha venido desarrollando a lo largo de casi cincuenta años de actividad académica y docente ininterrumpida.
En una primera fase, y coincidiendo con el tema de su propia tesis doctoral —titulada Evolución de la nobleza en Castilla bajo Enrique III (1396-1406), Valladolid, 1968—, los trabajos del profesor Mitre se centraron, con preferencia, en la vida política y social durante la Baja Edad Media castellana y, más concretamente, en el reinado de Enrique III, con artículos y monografías como Enrique III, Granada y las Cortes de 1406, La extensión del régimen de corregidores en el reinado de Enrique III (Valladolid, 1969), Algunas cuestiones demográficas en la Castilla de fines del siglo XIV, o Cortes y política económica de la Corona de Castilla bajo Enrique III. Dos objetos de estudio que, pese a todo, no ha dejado de abordar posteriormente en otros trabajos como Las relaciones castellano-aragonesas al ascenso al trono de Enrique III, La nobleza y las Cortes de Castilla y León, Los judíos de Castilla en tiempos de Enrique III. El pogrom de 1391 (Valladolid, 1994), Las Cortes de Castilla y las relaciones exteriores en la baja Edad Media: el modelo de Enrique III, Una muerte para un rey. Enrique III de Castilla (Navidad de 1406), (Valladolid, 2001), o Lo real, lo mítico y lo edificante en la precaria salud de un monarca medieval: Enrique III de Castilla como paradigma (1390-1406).
Una segunda línea de investigación, en la que el profesor Mitre ha sido pionero en España —desde el momento en que la mayoría de los trabajos de sus colegas se centraban, fundamentalmente, en la historia política y económico-social—, estaría representada por sus aportaciones a la denominada Historia de las mentalidades, de la cultura y de la historia de la historiografía, con estudios tan significativos como Historiografía y mentalidades históricas en la Europa medieval (Madrid, 1982), La muerte vencida. Imágenes e historia en el Occidente medieval (Madrid, 1988), Historia y pensamiento histórico. Estudio y antología (Madrid, 1997), Fronterizos de Clío: marginados, disidentes y desplazados en la Edad Media (Granada, 2003), Fantasmas de la sociedad medieval: enfermedades, peste, muerte (Valladolid, 2004), Una primera Europa: romanos, cristianos y germanos (400-1000) (Madrid, 2009), La ciudad cristiana del Occidente medieval (c. 400-c. 1500) (Madrid, 2010), o Ciudades medievales europeas. Entre lo real y lo ideal (Madrid, 2013). 
Aunque si hubiera que destacar un área de trabajo en la que el profesor Mitre se ha mostrado especialmente fecundo, esta ha sido la de la historia del cristianismo y de la Iglesia, con especial atención al estudio de la herejía y de las disidencias religiosas en su conjunto. Campos, todos ellos, en los que está reconocido como uno de los mayores especialistas españoles. La bibliografía aquí es amplísima —entre artículos, recensiones y reseñas, colaboraciones en obras colectivas y monografías—, aunque podrían citarse los siguientes títulos de libros: El cristianismo como fenómeno histórico (Bilbao, 1973), Judaísmo y cristianismo: raíces de un gran conflicto histórico (Madrid, 1980), Las grandes herejías de la Europa cristiana (Madrid, 1983, 1995), La herejía medieval (s.l., 1984), Cristianos, musulmanes y hebreos. La difícil convivencia de la España medieval (Madrid, 1988), Las claves de la Iglesia en la Edad Media: 313-1492 (Barcelona, 1991), Iglesia y vida religiosa en la Edad Media (Madrid, 1991), La formación de la cultura eclesiástica en la génesis de la sociedad europea (Salamanca, 1993), Las herejías medievales en Oriente y Occidente (Madrid, 2000), La Iglesia en la Edad Media (Madrid, 2003), Ortodoxia y herejía entre la Antigüedad y el Medievo (Madrid, 2003), Historia del cristianismo, vol. 2. El mundo medieval (Madrid, 2003), Los credos medievales y el espejo de la herejía (Madrid, 2006), Iglesia, herejía y vida política en la Europa medieval (Madrid, 2007).
La última línea de trabajo que podría mencionarse refleja la continua preocupación del profesor Mitre por su faceta como docente y divulgador, habiendo dado lugar a la redacción de diversos manuales universitarios y libros de comentarios de texto sobre la historia medieval europea y peninsular, así como a un amplísimo número de artículos de alta divulgación histórica aparecidos en publicaciones periódicas como Historia 16, Desperta Ferro, La aventura de la Historia, etc. Dentro de este bloque podrían destacarse títulos como La España medieval: sociedades, estados, culturas (Madrid, 1979), Historia de la Edad Media (Madrid, 1983), Introducción a la historia de la Edad Media europea (Madrid, 1983, 2005), La guerra de los cien años (Madrid, 1990, 2005), Textos y documentos de época medieval (Barcelona, 1992, 1998), o Historia de la Edad Media en Occidente (Madrid, 1995, 2016).